# بين وليامز (موسيقي)
بين وليامز (بالإنجليزية: Ben Williams)‏ هو موسيقي أمريكي، ولد في 1985 في واشنطن العاصمة في الولايات المتحدة.

## وصلات خارجية
- بين وليامز على موقع ميوزك برينز (الإنجليزية)
- بين وليامز على موقع أول ميوزيك (الإنجليزية)
- بين وليامز على موقع ديسكوغز (الإنجليزية)